# Лінивець трипалий
Лінивець трипалий (Bradypus tridactylus) — вид неповнозубих ссавців родини Трипалі лінивці (Bradypodidae). Етимологія: грец. βραδύς — «повільно», грец. πούς — «ступня»; грец. τρία — «три», грец. δάκτυλος — «палий».

## Поширення
Лінивець трипалий зустрічається тільки в тропічних лісах північної частини Південної Америки, в тому числі в таких країнах як Гаяна, Суринам, Французька Гвіана, на заході Венесуели і Колумбії, і у Бразилії на північ від річки Амазонка. Немає підвидів.

## Опис

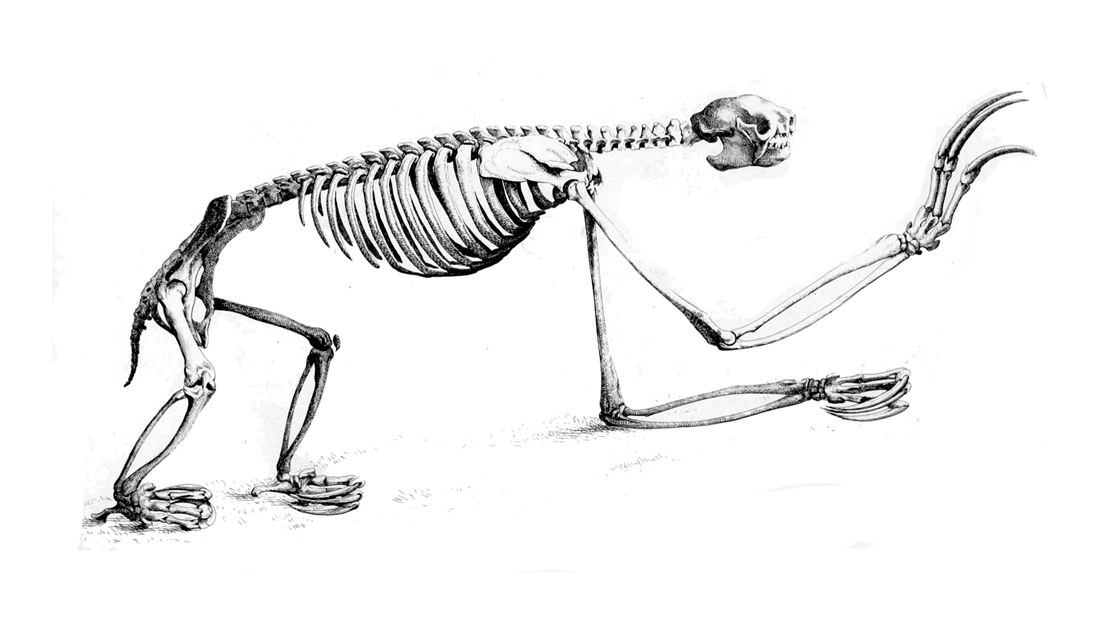
Скелет лінивця трипалого

Лінивець трипалий сягає завдовжки 52 см, з яких 4 см припадає на хвіст і важить від 3,2 до 6 кілограмів. Це неповоротка тварина, голова невелика, зі зрізаною мордою, з твердими губами і маленьким ротом, шия дуже довга. Хвіст, сплюснутий з боків, помітно видається вперед. Кінцівки досить короткі і товсті, і озброєнні трьома дуже сплюснутими з боків серпоподібними кігтями. Волосся на голові з проділом, спрямоване униз, на інших ділянках тіла, навпаки, знизу угору. У волоссі часто поселяються одноклітинні зелені водорості, що надають шерсті тварини буро-зеленого відтінку. Підошви лап вкриті волоссям.
Хутро складається з тонкого, короткого і густого волосся підшерстя, яке і визначає справжнє забарвлення тварини, і довгого, досить гладенького, схожого на сіно волосся ості. По обох боках спини, від плечей до хвоста, тягнеться широка поздовжня смуга коричневого кольору. Решта хутра блідого рудувато-сірого забарвлення, на череві сріблясто-сірого. Над очима у напрямку скронь пролягає широка біла смуга. Очі оточені чорно-бурим кільцем, і така ж сама смужка йде вниз від скронь. Кігті жовтуватого або жовтувато-бурого кольору. Їх довжина може досягати 7.5 сантиметрів.
У лінивця трипалого, на відміну від більшості ссавців, нестала кількість шийних хребців (8 — 9). Шия дуже рухома, тварини можуть повертати голову на 270 градусів.
Зубна система лінивця трипалого складається з 18 корінних зубів. Він не має різців або іклів. Зуби лінивців через відсутність емалі мають темний, практично чорний колір.
Лінивець характеризується невисоким рівнем метаболізму — температура їхнього тіла може знижуватись до 25 °C.

### Органи чуття
Очі у нього слабкі і невиразні. Незважаючи на свої маленькі вуха, мабуть, лінивець трипалий має прекрасний слух. Про його нерозвинуте відчуття дотику теж відомо. Щодо нюху не можливо нічого сказати, лише смак можна вважати деякою мірою розвиненим.

### Голос
Досить рідко, звичайно тільки увечері або рано-вранці, або ж тоді коли лінивець стривожений, можна почути його голос. Він не гучний і складається з тужливих, тривалих, високих, коротких і різких звуків

## Спосіб життя

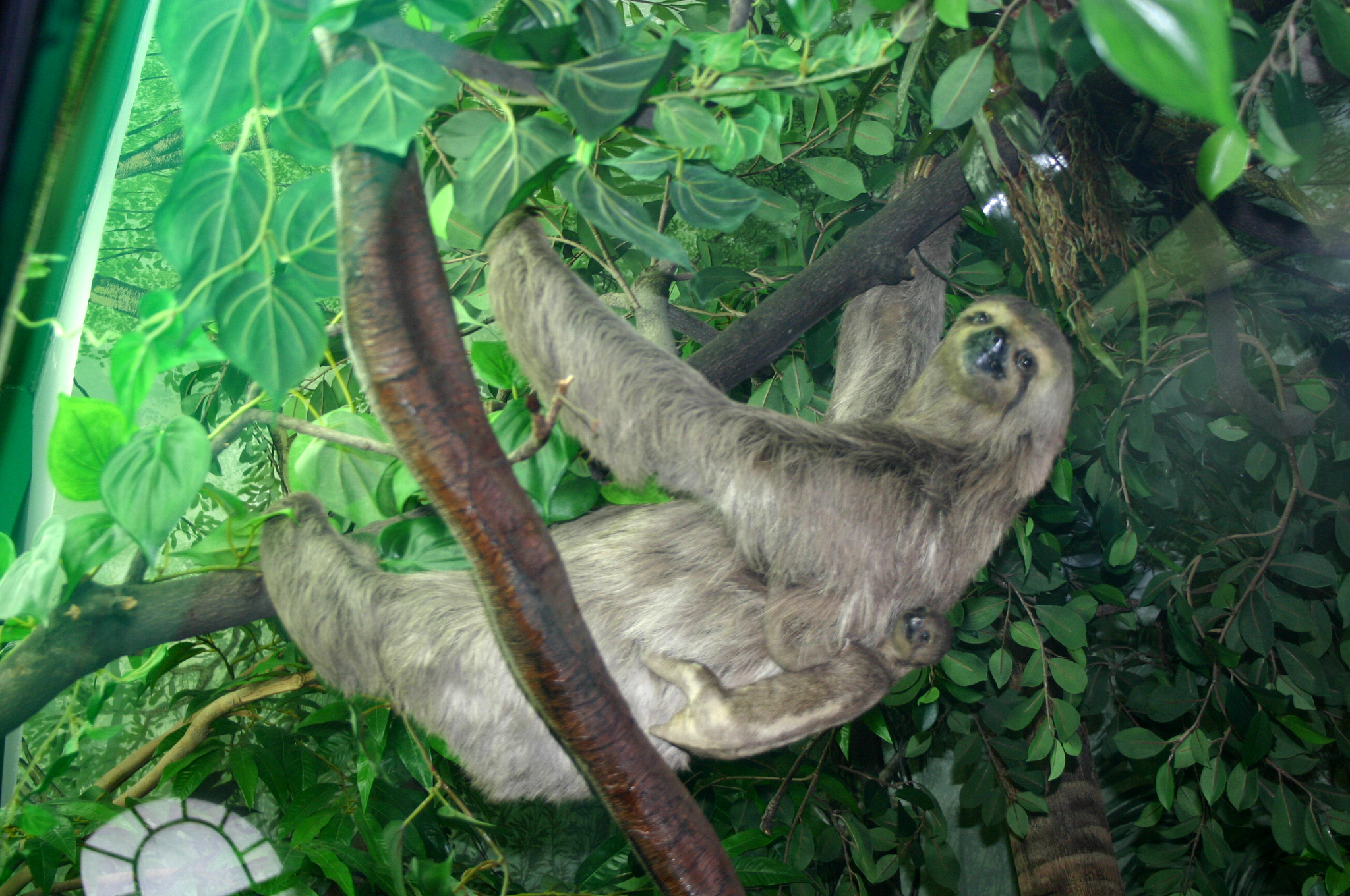
Діорама у Музеї історії природи у Мілані, Італія

Великі ліси на вологих низинах є основним місцем їх заселення. Чим менше населений і темніший ліс, тим більше він привертає увагу цих створінь. Будучи справжніми деревними тваринами, як мавпа чи вивірка, вони, на відміну від останніх, ледве перебираються поповзом з гілки на гілку. Простір, який долають легкі і жваві мавпи, для лінивця перетворюється на далеку подорож. Об'єднавшись іноді в невелику сім'ю, ці ледачі істоти ведуть нудне і тихе життя, і мандрують поволі з гілки на гілку. Вони вельми незграбно пересуваються по землі, чого не скажеш про їхню поведінку на деревах. Як і інші нічні тварини, вони проводять нерухомо цілий день, а у сутінки вже бадьорішають, уночі мандрують хоча і повільно, але не ліниво.
Лінивець трипалий добре плаває, при чому рухається у воді набагато швидше ніж по гілках, тримає голову високо над водою. Надзвичайно важко відірвати лінивця від гілки, за яку він учепився. Під час сну і відпочинку лінивець трипалий ставить усі чотири лапи одну поряд з одною, вигинає тіло майже кулясто і нахиляє голову до грудей, проте до тіла її не притуляє. У такому положенні висить цілий день на одному місці, не втомлюючись.
Наскільки ця тварина не чутлива до голоду і спраги, настільки ж вона чутлива до вологи і пов'язаної з нею прохолоди. При найменшому дощі він прагне сховатися під склепінням з густого листя і навіть докладає у цю мить неабияких зусиль, котрі не відповідають його прізвиську. Дощової днини лінивець весь час сумно сидить на одному місці, зазнаючи украй неприємних відчуттів від води, яка стікає по ньому.
Малокалорійна їжа не має високої поживності, а значить і енергії від неї утворюється не так вже багато. Тому в години пильнування (9 годин на добу) вони пересуваються дуже повільно і тільки у випадках крайньої необхідності - на сусідню гілку або дерево за новою порцією їжі.
Ще одним засобом економії енергії стало зниження температури тіла в нічний час доби.Таке можливе лише у лінивців і у тих тварин, які впадають в зимівлю, наприклад, ведмедів. А з появою сонця вони намагаються відшукати містечко посвітліше і потепліше, у надії підняти свою температуру тіла. Схожий процес спостерігається і у плазунів.
Лінивці можуть витримати падіння з великої висоти і важкі травми. Маленькі лінивчики чіпляються не за дерева, а за шерсть матері. Іноді вони падають і при цьому можуть загинути, оскільки мати може і не полізти вниз за своїм дитинчам.

## Харчування
Колись вважалося, що географічно ареал лінивця трипалого обмежується територією, на якій росте церкопія, листя якої він споживає. Проте пізніше, після проведення ретельних досліджень, з'ясувалося, що лінивці живуть на деревах принаймні 96 видів, листя яких вони вживають у їжу. Таке помилкове припущення було зроблене тому, що церкопія має рідку крону, у якій люди найчастіше і помічали цих тварин. Харчується виключно бруньками, молодими пагонами і плодами, а рясна роса, яку він злизує з листя, добре заміняє йому воду, котрої бракує на деревах. Шлунок у лінивця багатокамерний, пристосований до перетравлення рослинної їжі. Для випорожнення кишки і сечового міхура лінивець трипалий ненадовго спускається на землю, але робить це дуже рідко — один раз на декілька днів. Це пов'язано з тим, що їжа проходить по травному тракту дуже повільно, а сечовий міхур здатен розтягуватись майже до діафрагми.
Лінивці трипалі не залишають дерева, поки на ньому є корм. І лише тоді, коли починають відчувати брак поживи, наважуються здійснити подорож. Поволі пересуваючись, вони відшукують місце, де гілки інших дерев переплітаються з гілками їхнього дерева, і таким чином, чіпляючись за суччя, перебираються на сусіднє дерево.

## Розмноження
Спаровування і пологи у лінивця трипалого відбуваються у висячому положенні. Тривалість вагітності становить близько 6 місяців. Єдине дитинча масою близько 300 г з'являється на світ добре сформованим. Приблизно до 9- місячного віку воно тримається у матері на грудях, а розмірів дорослої тварини досягає у 2,5 роки. Вони досягають статевої зрілості приблизно в три роки. Тривалість життя лінивців у неволі — 20-30 років.

## Вороги

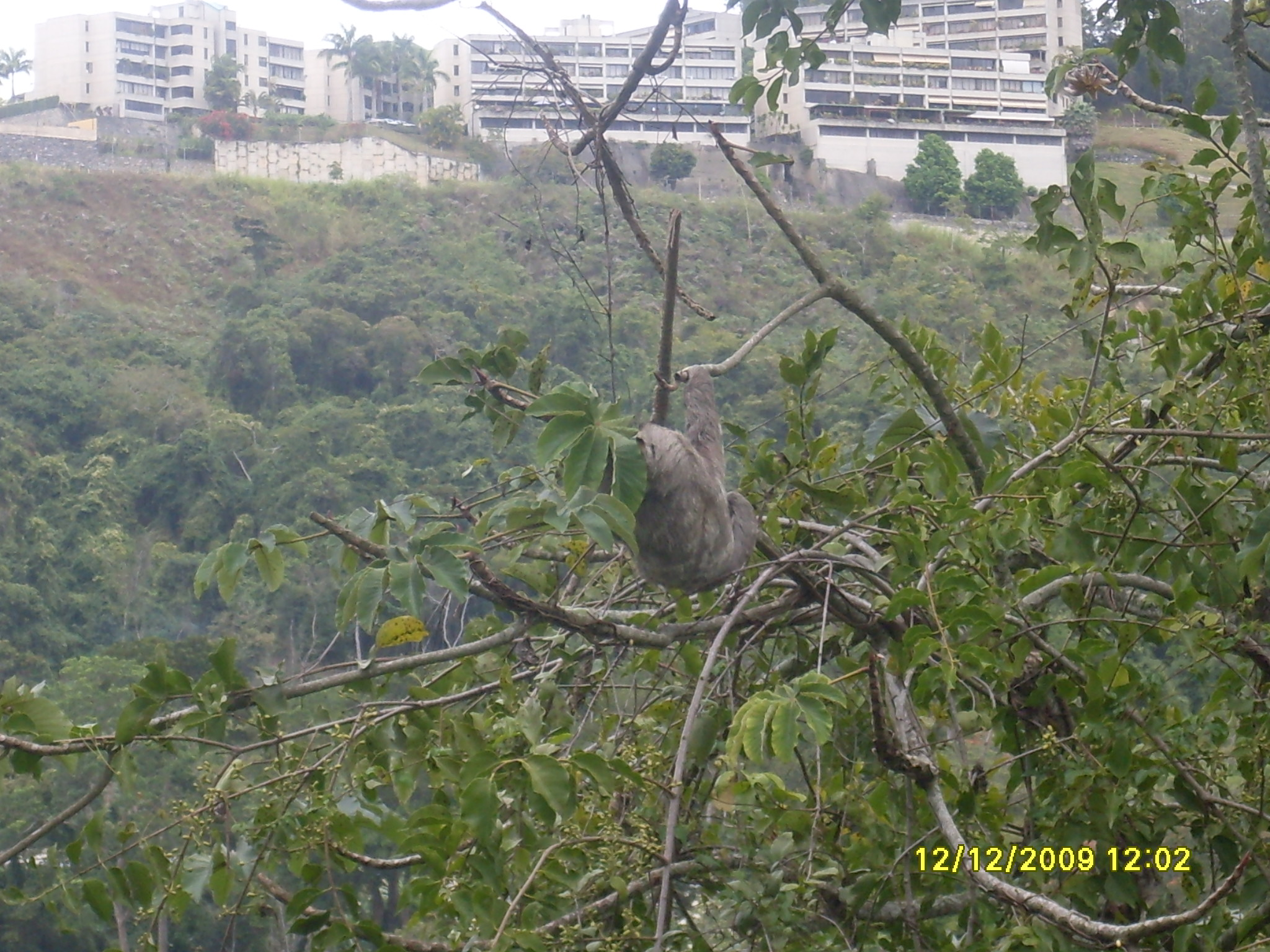
Лінивець у кроні дерева, штат Міранда, Венесуела

Не можна сказати що життю лінивця трипалого загрожують хижаки (ягуар, леопард марги, орел гарпія і анаконда). Завдяки життю на деревах, вони уникають найнебезпечніших для них ворогів — ссавців. Крім того, їхнє хутро загалом дуже схоже своїм забарвленням з листям гілок, на яких вони нерухомо висять, як плоди на дереві, тому дуже важко відшукати лінивця, що спить. Втім, ці тварини не такі й вже беззбройні, як може видатися на перший погляд. На дереві до них, звичайно, важко добратися, але якщо лінивця застати зненацька на землі і спробувати спіймати, то він досить швидко перекинеться на спину і хапає нападника кігтями. Сила його кінцівок у будь-якому разі, неабияка.

## Паразити
Хутро лінивця дає прихисток синьо-зеленим водоростям і комахам. Наприклад, метелик родини вогнівки (Pyralidae) — Вогнівка лінивцева (Bradypodicola hahneli) мешкає у шерсті живих лінивців. Мабуть, метелики живляться шкірними жировими виділеннями цих тварин. Яйця міль відкладає у послід лінивця, коли він спускається на землю. Гусінь вогнівки мешкає у посліді і там перетворюється у лялечку. Подібний спосіб життя ведуть і інші види вогнівок — Cryptoses choloepi
, Cryptoses waagei, Cryptoses rufipictus, Bradyphila garbei.
Крім цього у шерсті лінивця паразитують 12 видів кліщів: шість видів кліщів роду Ambylomma, три види Macrocheles (Macrocheles impae, Macrocheles uroxys, Macrocheles lukoschusi) і три види роду Liponissus (Liponissus inheringi, Lobalges trouessarti і Edentalges bradypus).
У шерсті лінивця також живуть жуки-копрофаги родини пластинчастовусі родів Trichilium і Uroxys. Колонії цих комах можуть бути великими, у одного лінивця дослідники знайшли 980 жуків. Вони як і вогнівки відкладають яйця у послід.

## Значення
Шкоди ці тварини заподіяти не можуть. Лінивець трипалий мешкає лише у найвіддаленіших лісах, і поки ще зберігаються величезні дерева, що забезпечують його дахом і поживою, доти ми матимемо щастя спостерігати життя цих тварин.
М'ясо лінивців місцеві жителі споживають, а з його жорсткої шкіри виготовляють покриття для сідел. Довгі зігнуті кігті йдуть на виготовлення намиста.

## Охорона і загрози
Міжнародна спілка охорони природи надала лінивцю трипалому статус, як вид з найменшим ризиком «з огляду на його широке розповсюдження в одних з найчистіших районах басейну Амазонки, і його чисельність описана як локально відносно велика». Оцінка щільності популяції варіюється від 1,7 особин на км ² у Французькій Гвіані (Таубе і співавт. 1999) до 221 особин на км ² у штаті Манаус, Бразилія (Chiarello 2008).
Ніяких серйозних загроз виживанню виду станом на 2013 рік невідомо. Лінивець трипалий мешкає на багатьох природоохоронних територіях. У Венесуелі співіснує з людьми у деяких парках і скверах у кількох містах.

## Ресурси Інтернету
- Музей зоології Університету Мічигана [Архівовано 9 липня 2011 у Wayback Machine.](англ.)
- Dinosoria [Архівовано 24 травня 2013 у Wayback Machine.] (фр.)
- У світі тварин [Архівовано 4 травня 2014 у Wayback Machine.](укр.)